# توم لوسون
توم لوسون هو لاعب هوكي الجليد كندي، ولد في 15 سبتمبر 1979 في ويتبي في كندا.

## وصلات خارجية
- توم لوسون على موقع دوري الهوكي الوطني (الإنجليزية)
- توم لوسون على موقع EliteProspects.com (الإنجليزية)
- توم لوسون على موقع HockeyDB.com (الإنجليزية)